# Rafael (Odaát)
Rafael az egyik arkangyal a Bibliában és az Odaát (Supernatural) című televíziósorozat kitalált szereplője, akit Demore Barnes alakít. Rafael a sorozat egyik mellékszereplője.

## Háttér
Rafael Isten egyik arkangyala, aki emberi alakban képes megjelenni, valójában azonban hatalmas szárnyai vannak. Emberekkel csak emberi testen keresztül tud kapcsolatba lépni, ugyanis valódi arcába nézve az emberek, de még a természetfeletti lények szemei is kiégnek, hangja pedig olyan fülsiketítő, hogy üveget is képes vele törni. Isteni képessége folytán sebezhetetlen. Raphael egy Donnie Finnerman nevű férfi testébe bújva közlekedik a Földön, aki az ő porhüvelye, csak a beleegyezésével szállhatta meg.